# Copaifera bulbotricha
Copaifera bulbotricha är en ärtväxtart som beskrevs av Carlos Toledo Rizzini och Heringer. Copaifera bulbotricha ingår i släktet Copaifera, och familjen ärtväxter. Inga underarter finns listade i Catalogue of Life.